# Rue de Tilsit
Cet article concerne la rue marseillaise. Pour la rue parisienne, voir Rue de Tilsitt.
La rue de Tilsit est une voie marseillaise située dans le 6e arrondissement de Marseille. 

## Situation et accès
Elle va de la rue Saint-Pierre à la rue de Lodi.
Cette voie en ligne droite traverse les quartiers de Notre-Dame-du-Mont et de Lodi, en parallèle avec la rue des Bons-Enfants.
Elle mesure 515 mètres de long pour 8 mètres de large.

## Origine du nom
La rue doit son nom aux traités de Tilsit signés en 1807 par l’empereur Napoléon I.

## Historique
Elle est dénommée ainsi dès son origine le 8 avril 1808.
La rue est classée dans la voirie de Marseille le 28 avril 1855.

## Bâtiments remarquables et lieux de mémoire
- Au numéro 32 se trouve une église réformée de Marseille, revendu en 2002 parce que trop proche du temple Grignan.